# ستارا بوژورنا
ستارا بوژورنا (به صربی: Stara Božurna) یک منطقهٔ مسکونی در صربستان است که در ژیتوراجا واقع شده‌است. ستارا بوژورنا ۳۵۸ نفر جمعیت دارد.